# 溫特斯堡 (亞利桑那州)
溫特斯堡（英語：Wintersburg）是位於美國亞利桑那州馬里科帕縣的一個人口普查指定地區。根據2010年美國人口普查，該地人口為136人，而該地的面積約為1.28平方千米。

## 地理
溫特斯堡的座標為33°25′28″N 112°52′05″W / 33.42444°N 112.86806°W，而該地最高點為海拔高度307米（即1008英尺）。